# Ламбер, Юрбен Франсуа
Юрбе́н Франсуа́ Ламбе́р (фр. Urbain François Lambert; 1773—1814) — французский военный деятель, бригадный генерал (1811 год), барон (1808 год), участник революционных и наполеоновских войн.

## Биография
Начал службу 1 мая 1793 года в 1-й свободной роте баскских егерей, и сразу же был избран сослуживцами младшим лейтенантом. Служил в Армии Пиренеев. 11 марта 1794 года переведён с производством в лейтенанты в 21-й конно-егерский полк. 20 декабря 1796 года зачислен в конные гренадеры гвардии Законодательного корпуса. 16 ноября 1797 года стал адъютантом генерала Юэ. 1 июля 1798 года переведён в 4-й конно-егерский полк. 3 марта 1799 года – адъютант генерала Шерера в Италии. 25 апреля 1800 года переведён в Рейнскую армию с назначением в штаб дивизии генерала Дельма. 5 июля 1800 года возглавил эскадрон 14-го конно-егерского полка в награду за блестящие действия 4-5 мая в сражении при Месскирхе.
После Люневильского мира вернулся во Францию. 20 июня 1801 года назначен начальником штаба кавалерии Наблюдательного корпуса Жиронды.
11 октября 1801 года переведён в 24-й конно-егерский полк. В 1803 году участвовал в экспедиции генерала Леклерка в Португалию.
В начале 1805 года принимал участие в экспедиции генерала Лагранжа на Антильские острова, а после возвращения сражался против австрийцев в Италии. Был ранен сабельным ударом в правую ногу в бою 29 октября под Вероной и пулей в правую руку в бою 4 ноября при Сан-Пьетро во время переправы через Бренту.
16 мая 1806 года произведён в майоры, и назначен заместителем командира 9-го гусарского полка. Участвовал в сражении при Йене. 2 декабря 1806 года получил звание полковника, и стал сперва командиром 4-го конно-егерского, а с 30 декабря – 23-го конно-егерского полка. В Польскую кампанию 1807 года в составе бригады лёгкой кавалерии генерала Дюпре 10-го армейского корпуса принимал участие в осаде Данцига.
Участвовал в Австрийской кампании 1809 года под началом генерала Марюла. Отличился при захвате моста в Мёрсбурге. Преследуя отступающих австрийцев взял до 600 пленных. Сражался при Ландсхуте, где получил два сабельных удара в руку. 22 мая в сражении при Эсслинге ранен в левое плечо. Не оставил командование полком, и принял участие в генеральном сражении при Ваграме, лишь после этого отправившись на лечение.
6 августа 1811 года произведён в бригадные генералы, и во главе трёх кавалерийских полков был направлен в Армию Португалии. В январе 1812 года возвратился во Францию и 17 апреля назначен комендантом департамента Юры. 22 июля 1812 года определён в штаб Великой Армии. Участвовал в Русской кампании 1812 года. 10 ноября 1812 года вследствие болезни вернулся во Францию.
9 февраля 1813 года назначен командующим департамента Юра. 28 января 1814 году присоединился к кавалерийскому депо в Орлеане, затем отвечал за получение лошадей в Версале. 30 марта 1814 года покинул свой пост.

## Воинские звания
- Младший лейтенант (1 мая 1793 года);
- Лейтенант (11 марта 1794 года);
- Капитан (22 апреля 1796 года);
- Командир эскадрона (5 июля 1800 года, утверждён в чине 4 ноября 1800 года);
- Майор (16 мая 1806 года);
- Полковник (2 декабря 1806 года);
- Бригадный генерал (6 августа 1811 года).

## Титулы
- Барон Ламбер и Империи (фр. baron Lambert et de l'Empire; декрет от 19 марта 1808 года, патент подтверждён 20 июля 1808 года)[1].

## Награды
Легионер ордена Почётного легиона (14 июня 1804 года)
 Офицер ордена Почётного легиона (30 июня 1809 года)